# Группа оперативной и войсковой разведки и наблюдения
Группа оперативной и войсковой разведки и наблюдения (англ. 1st Intelligence, Surveillance and Reconnaissance Brigade) — британское разведывательное соединение бригадного размера, созданное 1 сентября 2014 в рамках программы военной реформы «Army 2020». Отвечает за внешнюю военную разведку Великобритании, а именно:
- за ведение радиоэлектронной борьбы и радиоперехвата;
- за защиту коммуникаций между подразделениями и обеспечение связи;
- за радиолокационные системы контрбатарейной борьбы и прочее вспомогательное вооружение;
- за наблюдение и сбор информации о противнике[англ.];
- за использование беспилотных летательных аппаратов для сбора разведданных.

Также предполагается использование группы для развёртывания специальных разведывательных групп.

## Структура
Штаб-квартира группы — Ап-Эйвон. В состав бригады входят 11 регулярных и 9 резервных подразделений:
| Подразделение                                                 | Роль                                                              | Регулярное или резервное | Базирование           |
| ------------------------------------------------------------- | ----------------------------------------------------------------- | ------------------------ | --------------------- |
| 14-й полк связи и радиоэлектронной борьбы                     | Наземная радиоэлектронная борьба и радиоперехват                  | Регулярное               | Коудорские казармы    |
| 5-й полк королевской артиллерии                               | Установка наземных радаров и стационарных радиолокационных систем | Регулярное               | Марнские казармы      |
| Почётная артиллерийская рота                                  | Патрулирование и разведка (лёгкие подразделения)                  | Резервное                | Финсберийские казармы |
| 32-й полк королевской артиллерии                              | Интегрированные беспилотные воздушные системы                     | Регулярное               | Ларкхилл              |
| 47-й полк королевской артиллерии                              | Интегрированные беспилотные воздушные системы                     | Регулярное               | Ларкхилл              |
| 104-й полк королевской артиллерии                             | Интегрированные беспилотные воздушные системы                     | Резервное                | Ньюпорт               |
| 1-й разведывательный батальон                                 | Военная разведка                                                  | Регулярное               | Кэттерик              |
| 2-й разведывательный батальон                                 | Военная разведка (эксплуатация)                                   | Регулярное               | Ап-Эйвон              |
| 3-й разведывательный батальон                                 | Военная разведка                                                  | Резервное                | Хакни                 |
| 4-й разведывательный батальон                                 | Военная разведка                                                  | Регулярное               | Балфорд               |
| 5-й разведывательный батальон                                 | Военная разведка                                                  | Резервное                | Эдинбург              |
| 6-й разведывательный батальон                                 | Военная разведка                                                  | Резервное                | Манчестер             |
| 7-й разведывательный батальон                                 | Военная разведка                                                  | Резервное                | Бристоль              |
| Специальное подразделение культурной обороны                  | Поддержка подразделений военной разведки                          | Регулярное               | Хермитейдж            |
| Подразделение материально-технического и оружейного снабжения | Поддержка подразделений военной разведки                          | Регулярное               |                       |
| Наземный объединённый разведывательный центр                  | Получение разведывательных данных                                 | Регулярное               | Хермитейдж            |
| Разведывательная группа военных специалистов                  | Профессиональное приращение разведывательных возможностей         | Резервное                | Хермитейдж            |
| 21-й резервный полк (художников) SAS                          | Human, Environment, Reconnaissance and Analysis patrols           | Резервное                | Казармы Реджентс-Парк |
| 23-й резервный полк SAS                                       | Human, Environment, Reconnaissance and Analysis patrols           | Резервное                | Кингстендинг          |

До апреля 2014 года в составе группы была 15-я группа психологических операций, перешедшая вскоре под управление 77-й бригады.